# Marijo Moćić
Marijo Moćić, slovenski nogometaš, * 4. maj 1989, Celje.
Moćić je nekdanji profesionalni nogometaš, ki je igral na položaju vezista. Celotno člansko kariero je bil član Celja, za katerega je med letoma 2006 in 2014 v prvi slovenski ligi odigral 82 tekem in dosegel sedem golov. Le v letih 2008 in 2009 ga je klub posodil v MU Šentjur. Bil je tudi član slovenske reprezentance do 18, 19, 20 in 21 let.